# مهمانی بی‌انتها
 «مهمانی بی تمام» آلبومی از هنرمند اهل رومانی اینا است که در سال ۲۰۱۳ میلادی منتشر شد.